# Конијале (Фиренца)
Конијале је насеље у Италији у округу Фиренца, региону Тоскана.
Према процени из 2011. у насељу је живело 28 становника. Насеље се налази на надморској висини од 287 м.